# Suzanne Lacy
Suzanne Lacy (* 1945 in Wasco, Kalifornien) ist eine US-amerikanische Künstlerin und Professorin an der USC Roski School of Art and Design. Ihre Arbeit umfasst verschiedene künstlerische Ausdrucksmedien, darunter Installationskunst, Video, Performance, Kunst im öffentlichen Raum, Fotografie und Künstlerbücher, in denen sie sich mit sozialen Themen und urbanen Fragen auseinandersetzt. Sie ist insbesondere für ihre zahlreichen Performances bekannt, die sich meist mit Rassen-, Klassen- und Geschlechtergerechtigkeit befassen.

## Arbeit

### Beruflicher Werdegang
1965 absolvierte Lacy ein vormedizinisches Studium am Bakersfield College, Kalifornien. 1968 erlangte sie an der University of California in Santa Barbara einen Bachelorabschluss in Zoologie. Von 1969 bis 1971 studierte Lacy am Fresno State College Psychologie, 1973 erlangte sie am California Institute of the Arts in Los Angeles den Master of Fine Arts. 2013 promovierte Lacy an der Robert Gordon University im Fach Philosophie.
Lacy beschäftigt sich seit den späten 1960er Jahren mit feministischen Themen. Während ihres Psychologiestudiums in Fresno gründete sie zusammen mit ihrer Kommilitonin Faith Wilding die erste feministische Consciousness-Raising-Gruppe am Campus, in der sich Studentinnen in kleinen Gruppen trafen und sich über persönliche Erfahrungen austauschten. Dies führte dazu, dass sie im Herbst 1970 am Feminist Art Program von Judy Chicago teilnahm, ein feministisches Kunststudienprogramm, in dem sich die Studentinnen mit feministischer Theorie, Literatur und Kunst sowie der „nature of being female“ auseinandersetzten.
Von 1987 bis 1997 war Lacy Dekanin für Bildende Kunst am California College of the Arts (CCA). Sie ist zudem Gründungsmitglied des Lehrkörpers der California State University, Monterey Bay, und Gründungsdirektorin des Center for Fine Art and Public Life am California College of Arts and Crafts. Von 2002 bis 2006 war sie Lehrstuhlinhaberin für Bildende Kunst am Otis College of Art and Design, Los Angeles, bevor sie 2007 einen Master of Fine Arts in Public Practice für das College entwickelte und einführte. Seit 2018 ist sie Professorin für Kunst an der USC Roski School of Art and Design der University of Southern California.
Sie lebt und arbeitet in Los Angeles.

### New Genre Public Art
Ein Merkmal der Performancekunst von Lacy ist es, dass sie meist unterschiedliche Zielgruppen adressiert (auch solche, die normalerweise nicht der Kunstszene zuzuordnen sind). Diese konfrontiert sie mit Problemen und Konflikten, die für dessen Leben relevant sind. Das Verhältnis von Kunstwerk und Publikum wandelt sich dabei insofern, dass die Zuschauer zu Teilnehmern und Kollaboratoren werden. Um diese Praxis zu beschreiben, führt Lacy 1995 in ihrem Sammelband Mapping the Terrain den Begriff der New Genre Public Art ein, der öffentliche Kunstwerke beschreiben soll, die seit den 1960er Jahren außerhalb der „offiziellen“ Kunstszene stattfinden. Zentrale Elemente dieser Kunstrichtung sind demnach der aktivistische Antrieb sowie die Beteiligung des Publikums.

### Ariadne: A Social Art Network (1978–1982)
Die Arbeit von Suzanne Lacy ist gekennzeichnet von der Kollaboration mit verschiedenen Akteuren, wie Künstlern, Aktivisten, Medienvertretern, Politikern etc. Nach mehreren Kollaborationen mit Leslie Labowitz-Starus beschlossen die Künstlerinnen, eine Struktur zu schaffen, die aktivistische feministische Kunst fördert und eine Gemeinschaft unter verschiedenen Frauen bildet. Dafür gründeten sie Ariadne: A Social Art Network, das von 1978 bis 1982 bestand. Beteiligt waren unter anderem Künstlerinnen, Studentinnen, Mitglieder der Woman’s Building-Gemeinschaft, Frauen aus der Stadtverwaltung, den Medien sowie Teilnehmerinnen der Performances. Die Aktivitäten von Ariadne umfassten Bildung, Theorie und gemeinsame Projekte.

## Performances (Auswahl)
Inevitable Associations (1976)
Die zweitägige Performance Inevitable Associations fand im Jahr 1976 in der Lobby des Biltmore Hotels in Los Angeles statt, das zu der Zeit renoviert wurde und in der begleitenden Marketingkampagne mit einer alternden Frau verglichen wurde. So zeigten Fotos die ursprüngliche Struktur des Hotels mit der Aufschrift „There May Be Life in the Old Girl Yet“ und assoziierten die Renovierung des Gebäudes mit einem Facelifting, was Lacy dazu veranlasste zu hinterfragen, wie die Gesellschaft ältere Frauen wahrnimmt. Der Umgang und die Unsichtbarkeit von älteren Frauen in der Gesellschaft ist ein wiederkehrendes Motiv in der Arbeit von Lacy und lässt sich auch in Performances wie Whisper, the Waves, the Wind (1983–84) und The Crystal Quilt (1985–87) wiederfinden.
Am ersten Tag der Performance wurde Lacy vor dem Publikum geschminkt. Dabei verwandelte sie eine Maskenbildnerin in eine alte Frau. Während der Verwandlung verteilte eine elegant gekleidete junge Frau Zeitungsartikel zur Renovierung des Hotels. Eine Assistentin eines Chirurgen verteilte gleichzeitig Vorher-Nachher-Bilder von Schönheitsoperationen. Währenddessen betraten schwarz gekleidete alte Frauen die Lobby des Hotels und setzten sich allmählich auf eine lange Reihe roter Stühle, die gegenüber von Lacy aufgestellt waren. Als das Make-Up der Künstlerin fertig war, umringten zehn sitzende ältere Frauen die Künstlerin, zogen schwarze Kleider aus ihren Handtaschen und kleideten Lacy damit ein.
Am zweiten Tag saßen die Teilnehmenden in drei Kreisen, jeder mit einem roten Stuhl für eine ältere Frau, die am Vortag an der Performance teilgenommen hat. Die älteren Damen erzählten ihren Zuhörern von ihren Erfahrungen ab dem Alter von 60 Jahren und die Auswirkungen des Alterns auf ihr Leben. Während der erste Tag Lacys Interpretation des Alterns darstellt, wollte sie mit dem zweiten Tag ein direktes Gespräch ermöglichen und somit Bewusstsein für alternde Frauen und deren Unsichtbarkeit schaffen. Inevitable Associations stellt einen wichtigen Punkt in Lacys künstlerischem Schaffen dar, da es ihre erste Performance in der Öffentlichkeit war.
Three Weeks in May (1977)
1977 organisierten Suzanne Lacy und Leslie Labowitz-Starus die aktivistische Performance Three Weeks in May. Die Arbeit thematisierte die sexualisierte Gewalt gegen Frauen in Los Angeles und umfasste eine breite Veranstaltungsreihe, darunter Vorträge von Politikern und Polizeibeamten zum Thema Vergewaltigung, Künstlergespräche, Selbstverteidigungsworkshops für Frauen und Performances von mehreren Künstlerinnen. Den Mittelpunkt von Three Weeks in May stellte die Installation Maps dar, die in einem unterirdisch gelegenem Einkaufszentrum in direkter Nähe zum Rathaus von Los Angeles errichtet wurde. Auf einer ersten Karte stempelte Lacy über den gesamten Zeitraum von drei Wochen täglich mit einem roten Stempel das Wort „RAPE“ auf den jeweiligen Tatort. Um jeden dieser Stempel herum trug sie schwächere rote Markierungen ein, die auf die Dunkelziffer anspielten; demnach könne man auf jede Vergewaltigung neun nicht gemeldete annehmen. Auf einer zweiten Karte markierte Lacy Standorte, an denen Betroffene Hilfe erhalten konnten. Dazu zählten beispielsweise Krankenhäuser, Krisen- und Beratungszentren sowie Beratungshotlines. Die aktuellen Daten zu den gemeldeten Vergewaltigungsfällen erhielt die Künstlerin durch die direkte Zusammenarbeit mit der Polizei von Los Angeles. Als materielle Artefakte der Performance sind die Karten von Lacy seit 2012 Teil der Sammlung des Armand Hammer Museum of Art in Los Angeles.
Die Performance wurde von Lacy später rekreiert und einzelne Aspekte der Arbeit erneut durchgeführt. 2012 fand Three Weeks In January statt, welche den Dialog über Vergewaltigungen in Los Angeles fortsetzen sollte. 2014 stellte Lacy die Karte von 1977 für Three Weeks in May Recreation im Museo Pecci Milano in Mailand erneut aus.
In Mourning and In Rage (1977)
Die Performance In Mourning and In Rage fand am 13. Dezember 1977 in Los Angeles statt. Lacy und Labowitz schlossen sich mit Bia Lowe und weiteren Künstlerinnen zusammen, um eine groß angelegte aktivistische Arbeit zu schaffen. Der Anlass waren die Hillside Strangler, die zwischen 1977 und 1979 mehrere Frauen ermordeten und von den Medien als Sensation aufgearbeitet wurden. Die damalige Berichterstattung schürte in den Augen der Künstlerinnen ein Klima der Angst und verstärkte das Bild der Frau als Opfer. Zudem wurden in der Presse voyeuristische Fotos verbreitet, auf denen sich beispielsweise ein Polizeibeamter über den versteckten Körper einer der Leichen beugt. Die Performance stellte eine Protestaktion dar; sie begann damit, dass eine Gruppe von schwarz gekleideten Frauen mit hoch aufragender schwarzer Kopfbedeckung mit einem Leichenwagen am Rathaus von Los Angeles vorfuhren, gefolgt von einer Autokarawane, in denen ebenfalls schwarz gekleidete Frauen saßen. Die Performerinnen stiegen aus und bildeten vor den Stufen des Rathauses einen Kreis und hielten dabei ein Transparent mit der Aufschrift „In Memory Of Our Sisters, Women Fight Back“ (In Gedenken an unsere Schwestern, Frauen wehren sich) hoch. Die Künstlerinnen gestalteten die Performance, die Aktion und die Bilder bewusst dramatisch, um das Interesse der Medien anzusprechen. Die Medien, die sie damit erreichten, nutzten sie dafür, um Kritik an der Berichterstattung um den Fall des Serienmörders zu kritisieren (bis dato war nur von einem Mörder die Rede). Die Wirkung ging damit weit über das übliche feministische bzw. kunstaffine Publikum hinaus und erreichte eine breite Bevölkerungsschicht.
Whisper, the Waves, the Wind (1983–84)
Die Performance Whisper, the Waves, the Wind entstand gemeinsam mit Sharon Allen. Lacy beschäftigte sich mithilfe einer einjährigen Veranstaltungsreihe mit den Bedürfnissen von älteren Frauen, wobei die Performance den Höhepunkt darstellte. Lacy interessierte sich insbesondere für die Vorurteile und Barrieren, mit denen alternde Frauen innerhalb der westlichen Kultur zu kämpfen haben und wollte ihnen ihre Macht zurückgeben. Für ihre Performance wählte sie das Meer als Schauplatz. Am Morgen der Performance bewegte sich eine Prozession von 154 älteren Frauen aus Südkalifornien zwischen 65 und 99 Jahren, allesamt weiß gekleidet, eine Treppe zum weitläufigen Strand herunter. Dort angekommen saßen sie in Vierergruppen an Tischen, die mit weißen Tüchern bedeckt waren, an zwei benachbarten Stränden in La Jolla. In ihren Gesprächen ging es um vorher ausgewählte Themen, darunter etwa ihre Gedanken zum körperlichen Prozess des Alterns, die Vorbereitung auf den Tod, Verluste, die Frauenbewegung und die Ratschläge, die sie jüngeren Frauen geben würden. Das Publikum (rund 1.000 Zuschauer) hörte ihnen von den Klippen aus zu, wobei eine von Susan Stone komponierte Tonspur die Gespräche der Frauen wiedergab. Die Zuschauer wurden später eingeladen, selbst an den Strand herunterzugehen und an den Gesprächen teilzunehmen.
The Crystal Quilt (1985–87)
Die Performance The Crystal Quilt stellt eine Fortsetzung von Whisper, the Waves, the Wind dar. Sie ist eine der komplexesten Arbeiten der Künstlerin und befasst sich mit der Erfahrung des Alterns, insbesondere mit der Darstellung von alternden Frauen in den Medien und der Öffentlichkeit.  Die Performance fand am Muttertag, den 10. Mai 1987, im Crystal Court des IDS Center, einem Wolkenkratzer und Einkaufskomplex in der Innenstadt von Minneapolis, statt. Es wirkten 430 ältere Frauen aus Minnesota über 60 Jahren mit, die gefilmt und live übertragen wurden, und über ihr Leben sprachen, während sie auf einem 82 Quadratmeter großen Teppich in Form eines Quilts saßen. Im 10-Minuten-Takt schallte ein lautes Geräusch durch den Raum und signalisierte den Teilnehmerinnen, die Position der Hände zu verändern, wobei sich dadurch das Design des Quilts änderte. Die Performance wurde von über 3.000 Menschen besucht.

## Auszeichnungen (Auswahl)
- 2009: Public Art Dialogue Annual Award[28]
- 2010: Distinguished Artist Award for Lifetime Achievement[29]
- 2012: Lifetime Achievement Award, vergeben vom Women’s Caucus for Art[30]
- 2015: ABOG Fellowship for Socially Engaged Art[31]

## Ausstellungen (Auswahl)
- 1974: Performance! The Woman's Building, Los Angeles
- 1977: Three Weeks in May, Arte Fiera, Bologna
- 1979: Social Works, Los Angeles Institute Contemporary Art, Los Angeles
- 1980: Issue: Social Strategies by Women Artists, Institute of Contemporary Arts, London
- 1981: London/LA LAB: We'll think of a title after we meet, Franklin Furnace, New York
- 1983: One Woman Show, Montgomery Gallery, Pomona College, Claremont, California
- 1983: Art and Ideology, New Museum of Contemporary Art, New York
- 1988: Monument and Memorial, New Langton Arts, San Francisco
- 1994: Outside the Frame: Performance and the Object, Cleveland Center for Contemporary Art, Cleveland
- 1998: Out of Actions: Between Performance and the Object, 1949-1979, Museum of Contemporary Art, Los Angeles

- 2005: Groundworks: Environmental Collaboration in Contemporary Art, Regina Miller Gallery, Carnegie Mellon University

- 2006: Los Angeles: 1955–1985, Pompidou Centre, Paris
- 2007: WACK! Art and the Feminist Revolution, Museum of Contemporary Art, Los Angeles
- 2007: Kiss Kiss, Bang Bang: 45 Years of Art and Feminism, Museo del Bilbao
- 2008: Memory is Your Image of Perfection, Museum of Contemporary Art San Diego (MCASD), San Diego
- 2008: Re-Act Feminism: Performance in the 1970s and Today, Akademie der Künste, Berlin
- 2001–2012: ReCollecting Performance, Los Angeles Contemporary Exhibitions, Kalifornien
- 2014–2015: Suzanne Lacy: Gender Agendas, Museo Pecci Milano, Mailand
- 2017: Talking to Action: Art, Activism, and Pedagogy in the Americas, Ben Maltz Gallery, Otis College of Art and Design, Los Angeles
- 2019: Where Art Might Happen: The Early Years of CalArts, Kestnergesellschaft, Hannover
- 2019: Suzanne Lacy: We Are Here (Part 1 of 2), Retrospektive, San Francisco Museum of Modern Art
- 2019: Suzanne Lacy: We Are Here (Part 2 of 2), Retrospektive, Yerba Buena Center for the Arts
- 2020: Suzanne Lacy: Inevitable Associations, Centro Andaluz de Arte Contemporáneo

## Schriften (Auswahl)
- Mapping the Terrain: New Genre Public Art. Bay Press, Seattle 1995, ISBN 0-941920-30-5.
- mit Sharon Irish: Suzanne Lacy: Spaces Between. University of Minnesota Press, Minneapolis 2010, ISBN 978-0-8166-6096-4.
- mit Moira Roth und Kerstin Mey: Leaving Art: Writings on Performance, Politics, and Publics, 1974–2007. Duke University Press, Durham 2010, ISBN 978-0-8223-4569-5.